# Alexandre Constantin
Alexandre Alexis Joseph André „Alexis“ Constantin (* 6. Juli 1909 in Pers-Jussy; † 3. Mai 1983 in Bry-sur-Marne) war ein französischer Autorennfahrer und Rennwagenkonstrukteur.

## Karriere als Fahrer
Im Zusammenhang mit dem Rennfahrer Alexandre Constantin sind vor und nach dem Zweiten Weltkrieg einige Einsätze bekannt. 1938 wurde er Sechster beim Bol d’Or in Montlhéry. Nach dem Krieg war der dreimal beim 24-Stunden-Rennen von Le Mans am Start. Das 12-Stunden-Rennen von Reims 1953 beendete er als 13. der Gesamtwertung.

## Constantin Barquette
In den 1950er-Jahren entwickelte Constantin einfache Aluminium-Spyder-Karosserien, die er auf Peugeot 203-Fahrgestelle aufbaute. Als Motoren kamen 1,3-Liter-4-Zylinder-Reihenmotoren mit Kompressor zum Einsatz. Einer davon war der Barquette von 1954. Der Wagen kam einige Male zum Einsatz und steht heute vollständig restauriert im Musée Automobile de Vendée.

## Statistik

### Le-Mans-Ergebnisse
| Jahr | Team                 | Fahrzeug             | Teamkollege   | Platzierung     | Ausfallgrund    |
| ---- | -------------------- | -------------------- | ------------- | --------------- | --------------- |
| 1952 | Alexandre Constantin | Constantin C         | Jacques Poch  | Ausfall         | Unfall          |
| 1953 | Alexandre Constantin | Constantin           | Michel Aunaud | nicht klassiert |                 |
| 1954 | Alexandre Constantin | Constantin Barquette | Edmond Mouche | Ausfall         | Getriebeschaden |

### Einzelergebnisse in der Sportwagen-Weltmeisterschaft
| Saison | Team                 | Rennwagen            | 1   | 2   | 3   | 4   | 5   | 6   | 7   |
| ------ | -------------------- | -------------------- | --- | --- | --- | --- | --- | --- | --- |
| 1953   | Alexis Constantin    | Constantin           | SEB | MIM | LEM | SPA | NÜR | RTT | CAP |
| 1953   | Alexis Constantin    | Constantin           | DNF |     |     |     |     |     |     |
| 1954   | Alexandre Constantin | Constantin Barquette | BUA | SEB | MIM | LEM | RTT | CAP |     |
| 1954   | Alexandre Constantin | Constantin Barquette | DNF |     |     |     |     |     |     |